# Ronaldo Deaconu
Ronaldo Octavian Andrei Deaconu (ur. 13 maja 1997 w Bukareszcie) – rumuński piłkarz, grający na pozycji pomocnika. Reprezentował swój kraj na Letnich Igrzyskach Olimpijskich 2020.

## Kariera klubowa

### Początki w ojczyźnie i Holandii (2011–2015)
Zaczynał karierę w Academii Hagi, lecz 1 lipca 2011 roku trafił do Feyenoordu Rotterdam. Dokładnie rok później przeszedł do FC Twente, gdzie w młodzieżowych zespołach grał do 2015 roku.

### ASA Târgu Mureș (2016–2017)
Od lipca 2015 roku do 5 sierpnia roku następnego był wolnym graczem. Wtedy podpisał kontrakt z ASA Târgu Mureș. Debiut w tym zespole zaliczył jeszcze tego samego dnia w meczu przeciwko CSM Politehnica Jassy, przegranym 0:3, grając całą drugą połowę. Łącznie zagrał 9 ligowych spotkań.

### Concordia Chiajna (2017–2019)
22 lutego 2017 roku trafił za darmo do Concordii Chiajna. W tym klubie zadebiutował 28 kwietnia w meczu przeciwko CSM Politehnica Jassy, zremisowanym 0:0, grając cały mecz. Pierwsze asysty zaliczył 10 maja w meczu przeciwko ACS Poli Timisoara, wygranym 3:1. Asystował przy golach w 24. i 84. minucie. Pierwszego gola strzelił 11 września w meczu przeciwko Gaz Metan Mediaș, wygranym 1:2. Do siatki trafił w 47. minucie. Łącznie w Concordii zagrał 55 meczów, strzelił 3 gole i zaliczył 9 asyst.

### HNK Gorica (2019)
31 stycznia 2019 roku trafił za 50 tys. euro do HNK Gorica. W tym zespole zadebiutował 9 lutego w meczu przeciwko Slavenovi Belupo, przegranym 2:0, grając 45 minut. Łącznie w Chorwacji zagrał w pięciu spotkaniach.

### Sepsi Sfântu Gheorghe (2019–2020)
7 sierpnia 2019 roku wrócił do kraju – został graczem Sepsi Sfântu Gheorghe. W tym klubie zadebiutował 14 września w meczu przeciwko Chindia Târgoviște, zremisowanym 0:0, grając 27 minut. Pierwszą asystę zaliczył 13 lipca 2020 roku w meczu przeciwko temu samemu zespołowi, wygranym 2:0. Asystował przy golu w 43. minucie. Pierwszego gola strzelił 5 sierpnia 2020 roku w meczu przeciwko Academica Clinceni, wygranym 1:0. Jedynego gola strzelił w 26. minucie. Łącznie w Sepsi zagrał 21 ligowych meczów, strzelił gola i miał asystę.

### Gaz Metan Mediaș (2020–2022)
26 sierpnia 2020 roku trafił do Gaz Metan Mediaș. Debiut w tym klubie zaliczył dwa dni później w meczu przeciwko FC Argeș, wygranym 2:0. W debiucie asystował – przy golu w 41. minucie. Pierwszego gola strzelił 12 września w meczu przeciwko CSM Politehnica Jassy, wygranym 1:4. Najpierw asystował przy golach w 30. i 66. minucie, a potem sam strzelił gola w 82. minucie. Łącznie zagrał w 59 meczach, strzelił 14 goli i zanotował 22 asysty.

### Shaanxi Chang'an Athletic (2022)
W Shaanxi Chang'an Athletic wystąpił w 6 meczach w China League One, w których zdobył 2 bramki i zanotował 1 asystę.

### Korona Kielce (2022–2024)
28 sierpnia 2022 roku dołączył do występującej w Ekstraklasie Korony Kielce, z którą podpisał dwuletni kontrakt. Z klubem pożegnał się po 1,5 roku.

## Kariera reprezentacyjna
W kadrze U-16 zagrał 2 mecze i strzelił gola.
W reprezentacji U-17 zagrał 3 spotkania.
Zagrał jedno spotkanie na Letnich Igrzyskach Olimpijskich 2020.